# Golf-Arabisch
Golf-Arabisch (خليجي Khalījī Aussprache: xɐˈliːdʒi, voller Name: el-lahja el-Khalijiyya اللهجة الخليجية elˈlɑhdʒɐ͜ lxɐˈliːdʒɪjjɐ) ist ein arabischer Dialekt, der an der Küste zum Persischen Golf in Bahrain, Irak, Kuwait, Katar, den Vereinigten Arabischen Emiraten, im Osten von Saudi-Arabien, in Teilen Irans und im Norden des Oman gesprochen wird.

## Phonetik
Anders als Hocharabisch hat Golf-Arabisch ein reiches Vokalsystem.